# Jakob Caspers
Ludwig Jakob Caspers (* 31. Dezember 1851 in Bubenheim; † 12. November 1933 ebenda) war ein deutscher Landwirt, Genossenschaftler und Landesökonomierat.

## Leben und Wirken
Jakob Caspers war ein Sohn von Ludwig Philipp Caspers (* 3. September 1814 in Koblenz; † 31. Dezember 1880 in Bubenheim) und Antonie Euphemie geborene Doll (* 30. November 1817 in Boppard; † 9. Juni 1856 in Bad Ems). Sein Vater besaß Anteile an einer belgischen Tuchfabrik und später ein Gut in Bubenheim und war Abgeordneter im preußischen Abgeordnetenhaus. Die Großeltern väterlicherseits waren der Tuchfabrikant Philipp und die Koblenzer Tuchgroßhändlerin Anna Maria Fischer. Die Großeltern mütterlicherseits waren der Bopparder Kaufmann Karl Theodor Doll in Boppard und Anna Therese Huyn. Jacob Philipp Caspers war ein Neffe.
Caspers erwarb in Koblenz die mittleren Reife und lernte danach an der Ackerbauschule in Lüttich. Nach einem Volontariat in Frankreich und England ging er 1877 zurück auf das Gut seines Vaters. Er zog als bäuerlicher Abgeordneter in den Düsseldorfer Provinziallandtag ein und gehörte dem Provinzialausschuss der Rheinprovinz an. Ab Mitte der 1880er Jahre engagierte er sich im ländlichen Genossenschaftswesen und gründete 1889 den Spar- und Darlehnskassenverein Metternich-Bubenheim. Der Verband ländlicher Genossenschaften Raiffeisen’scher Organisation der Rheinlande in Köln wählte ihn 1901 zum Direktor. Nach dem energisch herbeigeführten Ende interner Konflikte erhielt er 1904 den Posten des Generaldirektors des Generalverbandes der Deutschen Raiffeisengenossenschaften mit Sitz in Neuwied und den Vorstandsvorsitz der Landwirtschaftlichen Zentraldarlehnskasse für Deutschland.
Caspers bemühte sich, den sogenannten Systemstreit mit dem von Wilhelm Haas geführten Reichsverband der landwirtschaftlichen Genossenschaften zu beenden. Gemeinsam mit Haas gründete er 1905 eine Arbeitsgemeinschaft der Verbände, die eine Vorläuferorganisation für einen finalen Zusammenschluss darstellte, der 1930 vollzogen wurde. Da der Dienstsitz des Generalverbands aufgrund des großen Zulaufs der Genossenschaften nach Berlin zog, trat Caspers 1910 von allen Ämtern zurück und blieb lediglich Verbandsdirektor der Rheinischen Raiffeisenorganisation.
Von 1885 bis Februar 1888 war er Abgeordneter im Provinziallandtag der Rheinprovinz für den Stadt der Landgemeinden. Nach der Wahlrechtsreform von 1888 schied er zunächst aus dem Provinziallandtag aus, war aber dann von 1894 bis 1920 erneut Abgeordneter.
Caspers war seit der Hochzeit am 28. April 1886 in Düsseldorf mit Maria geborene Seul (* 30. Dezember 1857 in Neuss; † 8. Mai 1925 in Bubenheim) verheiratet. Ihre Eltern waren der Geheime Regierungsrat Hermann Seul aus Düsseldorf und Katharina Laura Josten aus Neuß. Das Ehepaar Caspers hatte drei Söhne, darunter Hermann Caspers. Er arbeitete als Rechtsanwalt und ab 1923 als Verbandspräsident des Raiffeisenverbandes Mittelrhein.

## Ehrungen
- 2014: Benennung einer Straße in Bubenheim in „Jakob-Caspers-Straße“